# Fergus Slattery
John Fergus Slattery (* 12. Februar 1949 in Dún Laoghaire) ist ein ehemaliger irischer Rugby-Union-Spieler, der auf der Position des Flügelstürmers spielte. Er war für die irische Nationalmannschaft und die British and Irish Lions aktiv.
Slattery gab sein Debüt für Irland beim Unentschieden gegen Südafrika an der Lansdowne Road 1970. Er spielte für das Blackrock College und den Universitätsverein von Dublin.
Slattery wurde 1971 erstmals für eine Tour der Lions berücksichtigt, kam jedoch bei der bislang einzigen erfolgreichen Serie gegen Neuseeland zu keinem Test-Match-Einsatz. In den Vorbereitungsspielen wurde er des Öfteren eingesetzt. Im Spiel gegen Canterbury, das als eines der brutalsten Rugbyspiele überhaupt in die Geschichte einging, verlor er zwei Zähne. Drei Jahre später war er wieder im Kader, diesmal als Stammspieler. Er war fundamentaler Bestandteil der Auswahl, die als „unbesiegbar“ in die Rugbygeschichte einging. Die „Springboks“ konnten ein Unentschieden gegen die Lions erreichen, alle anderen Partien dominierten die Gäste. Ein weiterer großer Erfolg seiner Karriere war das legendäre Spiel der Barbarians gegen Neuseeland 1973.
Slattery übernahm in der irischen Auswahl das Kapitänsamt und führte das Team zu einer erfolgreichen Tour nach Australien 1979, bei der die Iren sieben der acht Spiele gewinnen konnten. 1982 sicherte sich die Nationalmannschaft die Triple Crown, verpasste den Grand Slam jedoch durch eine Niederlage im abschließenden Spiel gegen Frankreich. 1984 beendete er seine Karriere nach 65 Länderspielen, zur damaligen Zeit gehörte er damit zu den Rekordnationalspielern. Im Jahr 2007 wurde er in die International Rugby Hall of Fame aufgenommen.